# Кристалович Домінік
Домінік Кристалович (29 жовтня 1887[джерело?] — ?) —  старший десятник УГА.

## Життєпис
Народився 19 липня 1898[джерело?] в Гусятині. 
Служив військовим писарем у 19-тим піхотному полку австрійської армії. 
В час Листопадового Зриву брав дуже активну участь у праці Команді Двірця в Гусятині. За Збручем працював у Господарському Відділі УГА для заготовлення збіжжя.
Після зірвання неприродного союзу УГА з Червоною Армією, був арештовані більшовиками і працював у невільних таборах в Миколаєві, Казані, в портах над Волгою, а згодом на будівництві залізничної лінії Казань — Єкатеринбург. Додому повернувся у 1921 р.
Емігрував до США.